# 7289 Kamegamori
7289 Kamegamori eller 1991 JU är en asteroid i huvudbältet som upptäcktes den 5 maj 1991 av den japanska astronomen Tsutomu Seki vid Geisei-observatoriet. Den är uppkallad efter berget Kamegamori.
Asteroiden har en diameter på ungefär 5 kilometer.